# EBSCO Information Services
EBSCO Information Services, con sede a Ipswich, Massachusetts, è una divisione della EBSCO Industries Inc., una società privata con sede a Birmingham, Alabama. EBSCO fornisce prodotti e servizi a biblioteche accademiche. I suoi prodotti includono EBSCONET, un sistema completo di gestione delle risorse elettroniche, ed EBSCOhost, che fornisce 375 database di ricerca e una raccolta di oltre 600.000 e-book. Nel 2010, EBSCO ha introdotto l'EBSCO Discovery Service (EDS), che consente ricerche all'interno di riviste e periodici.

## Storia
EBSCO Information Services è una divisione di EBSCO Industries Inc., una società fondata nel 1944 da Elton Bryson Stephens Sr. e con sede a Birmingham, Alabama. "EBSCO" è l'acronimo di Elton B. Stephens Company. EBSCO Industries ha un fatturato annuo di circa 3 miliardi di dollari. È una delle più grandi società private in Alabama e una delle prime 200 negli Stati Uniti per profitti e numero di dipendenti.
EBSCO Information Services è nata nel 1984 come rivista cartacea chiamata Popular Magazine Review, con abstract di articoli da oltre 300 riviste. Nel 1987 la società è stata acquistata da EBSCO Industries e il suo nome è stato cambiato in EBSCO Publishing. Nel 2003, ha acquisito Whitston Publishing, un altro fornitore di database. Nel 2010 EBSCO acquistò NetLibrary e nel 2011 rilevò la H. W. Wilson Company. EBSCO Publishing si fuse con EBSCO Information Services il 1º luglio 2013.